# Discestra fuerteventurensis
Discestra fuerteventurensis là một loài bướm đêm trong họ Noctuidae.